# جلان إدوارد روجرز
جلان إدوارد روجرز (بالإنجليزية: Glen Edward Rogers) هو قاتل متسلسل أمريكي، ولد في 15 أكتوبر 1962 في هاملتن في الولايات المتحدة.